# Paulo Alexandre
Paulo Alexandre, pseudónimo artístico de Modesto Pereira da Silva Santos (Vouzela, 16 de fevereiro de 1931 – 17 de novembro de 2024), foi um cantor português reconhecido especialmente pelo sucesso do tema "Verde Vinho", de 1977, uma adaptação do tema "Griechischer Wein", de autoria de Udo Jürgens e editado em 1974.

## Percurso
Paulo Alexandre nasceu em Vouzela, a 16 de fevereiro de 1931, mas cedo foi viver para Lisboa. Frequentou a Escola Comercial Veiga Beirão.
A sua carreira artística iniciou-se em 1954, na antiga Emissora Nacional, no programa "Ouvindo as Estrelas" ao lado de nomes como Luís Piçarra, Maria de Lourdes Resende, Isabel Wolmar e Rui de Mascarenhas. Na RCP faz uma espécie de magazine com Isabel Wolmar e Catarina Avelar. Previamente à carreira artística, já trabalhava como bancário, tendo começado por trabalhar aos 13 anos, em 1944, como paquete no banco Burnay, onde desde 1949 trabalhava como datilógrafo. Manteve sempre a música e a atividade bancária como ocupações paralelas.
Em 1958 junta-se a três solistas da Emissora nacional (Nuno d'Almeida, Américo Lima e Fernando La Rua) para formar o "Conjunto vocal 4 de Espadas".
Grava um EP com a Orquestra de João Nobre que incluía o tema "Agora Ou Nunca" de Nóbrega e Sousa e António José Lampreia.
Com os Telestars lança um EP que incluía temas como "Dancemos O Twist" e "Horizonte de Esperança". Na televisão foi o protagonista da opereta "Romance na Serra" de José de Oliveira Cosme e Alves Coelho Filho.
Grava versões dos temas das bandas sonoras dos filmes "Love Story" e "Romeu e Julieta".
Entretanto, na atividade bancária, foi nomeado, em 1965, subdiretor do Departamento de Operações com o Estrangeiro do banco Burnay. Em 1970, foi promovido a chefe da Direção de Crédito do então já designado Banco Fonsecas & Burnay, onde foi nomeado, em 1972, diretor-coordenador das direções Internacional, Operações Gerais e Operações com os Territórios Ultramarinos. Ainda em 1972, passou a trabalhar no Crédito Predial Português. Em 1974, a convite de Jorge de Brito, que havia conhecido na juventude, foi nomeado diretor do Departamento de Relações Internacionais do Banco Intercontinental Português (BIP), tendo sido destacado para o mercado do Médio Oriente. Em 1975, com a nacionalização da banca no âmbito do Processo Revolucionário em Curso (PREC), o seu salário de diretor foi reduzido para salário-base, implicando uma redução de mais de metade do seu salário; nesse ano, foi nomeado membro da administração do IAPMEI, em representação do Ministério das Finanças, tendo apresentado a demissão em janeiro de 1976 e regressado ao BIP. Em 1977, com a extinção do BIP, foi nomeado diretor das Relações Internacionais do Banco Pinto & Sotto Mayor. Aposentou-se da banca em 1981. Foi fundador do Forex Português, membro da Association Cambiste Internationale.
Com António Sala foi um dos fundadores da editora Rossil. O tema "Verde Vinho" de 1977 é um grande sucesso com dois "Discos de Ouro" em 1977 e 1978. 
O disco foi durante largo tempo best-seller no Brasil onde conquistou o disco de Ouro. O sucesso do disco leva mesmo à feitura de um filme com o mesmo nome protagonizado pelo actor Dionisio Azevedo e pelo próprio Paulo Alexandre. A banda sonora do filme inclui um dueto com Maria de Lourdes ("Desgarrada", da autoria de Mário Rocha) e ainda os temas "Verde Vinho", "Adeus Meu País", "Agora Ou Nunca" e "Voltei Para Ficar". 
Lança o single "Voltei Para Ficar". Novo single com os temas "Oferece as Tuas Mãos" da dupla Nóbrega e Sousa e Eduardo Olimpio e "Foi Tudo" da autoria de António Sala.
A editora brasileira Chantecler lança em 1978 um álbum com os temas "Romance Romance", "Escravo", "Concerto para Ti", "Rosas Vermelhas para o Meu Amor", "Vem Valsar com o Papa", "Meu Refugio", "Oferece as Tuas Mãos", "Minha Noite está Vazia", "Agora ou Nunca", "Fui Tudo", "Nocturno" e "Verde Vinho".
O single "Meninos da Cidade" é mais uma versão de um tema estrangeiro. No lado B aparece "Gaiato de Lisboa" da autoria do maestro Belo Marques.
Paulo Alexandre canta Camões com o tema "Aquela Cativa". 1979 é o ano de "Vem Comigo a Portugal".
Na CBS lança o single "Verde Milho" e uma nova versão de "Verde Vinho". Grava o álbum Eu e o Outro para a editora Transmédia. 
Em 1987 grava o single "Guitarra Minha Amiga" para a Polygram. Nesse ano foi ainda o autor de uma peça musical em que deu forma à Parte II da Mensagem de Fernando Pessoa: o videograma "Mar Português/Possessio Maris". A narrativa sinfónica contou com música do maestro Joaquim Luis Gomes.
Foi locutor e produtor radiofónico, na Rádio Renascença, Antena 1 e RDP Internacional. 
Para a Videofono e RTP realiza vários programas de televisão, como "Portugal e o Mar", da autoria do almirante Vítor Crespo. Com Nuno Fortes produz a série "O Que É Feito de Si" com cerca de 120 programas. Trabalha também com Paula Aresta num programa de televisão.
Apresenta a narrativa na igreja da Graça em Santarém e abandona a carreira artística.
Em 2010 é editado o livro Duas Vidas numa Só, de subtítulo "Entre Cifrões e Canções", que inclui relatos da sua carreira artística e da sua também bem sucedida profissão como bancário. A Compact Records lança um CD com algumas das canções de maior sucesso do artista.

## Morte
Morreu a 17 de novembro de 2024, aos 93 anos.
O seu falecimento foi anunciado pelo seu filho Alexandre Sanos numa publicação no Facebook.
"Hoje, com o coração apertado, venho compartilhar uma notícia que nunca imaginei precisar escrever. O meu querido pai, de nome artístico Paulo Alexandre, deixou-nos ontem de madrugada. Mais do que um artista de talento único, ele foi um ser humano extraordinário, cheio de amor, sabedoria e uma paixão contagiante pela música e pela vida".

## Discografia

### Singlese EP
- "Agora Ou Nunca"/"Ana Cristina"/"Escravo"/"Nocturno" (EP, Alvorada) AEP 60533
- "Dancemos O Twist"/"Horizonte de Esperança"/"T-4"/"Galope" (EP, Alvorada) AEP 60615
- "Estranhos Na Noite" (EP, Alvorada)
- "História de Amor"/"Um Dia, Amor" (Orfeu)
- "Concerto para Ti"/"África (O Primeiro do Emigrante)" (single, Orfeu, 1976) KSAT 554
- "Verde Vinho"/"Vem Valsar Com o Papá" (single, Rossil, 1977) Ross 7001
- "Oferece as Tuas Mãos"/"Foi Tudo" (single, Rossil, 1978) Ross 7007
- "Voltei Para Ficar"/"Rosas Vermelhas para o Meu Amor" (single, Rossil) Ross 7010
- "Meninos da Cidade"/"Gaiato de Lisboa" (single, Rossil) Ross 7021
- "Aquela Cativa"/"Alma Perdida" (single, Rossil) Ross 7066
- "Vem Comigo a Portugal"/"Ven conmigo A Portugal" (single, Rossil, 1979)
- "Verde Minho" (single, CBS, 1983)
- "Verde Vinho" (nova gravação)/"Verde Vinho" (versão orquestral) (Single, CBS) CBS A4446
- "Guitarra Minha Amiga"/Versão Instrumental (single, Polygram, 1987)

### Álbuns de estúdio
- Eu e o Outro (LP, Transmédia) VLP 50.002
- Canções da Minha Saudade, vol. 1 (CD, Movieplay, 1993)[6]

### Compilações
- Tributo (CD, Polygram, 1991)[7]
- Verde Vinho - Colecção Caravela (CD, EMI - Valentim de Carvalho, 1997)[8]
- Paulo Alexandre - O Melhor dos Melhores Volume 90 (CD, Movieplay, 1999)[9]
- Verde Vinho (CD, Compact, 2010)

### Participações
- Rádio Renascença: 60 anos de música: 1936-1996: memórias da rádio(CD, Megadiscos, 1997) Tema: "Verde Vinho"[10]
- Quando o Telefone Toca(CD, Farol Música, 2005) Tema: "Verde Vinho"[11]